# کلرفنیرامین
کلرفنیرامین (به انگلیسی: Chlorphenamine)
رده درمانی: آنتی‌هیستامین ها.
اشکال دارویی: قرص، شربت و آمپول

## موارد مصرف
کلرفنیرامین یا کلرفنامین دارویی است که در پزشکی و دامپزشکی کاربرد دارد. کلرفنیرامین یکی از رایج‌ترین داروهای ضد حساسیت است. بیشترین کاربرد کلرفنیرامین در بیماری موسوم به رینیت (التهاب مزمن بینی یا التهاب غشاهای مخاطی بینی) سرماخوردگی، آلرژی و کهیر و کورونا است. این دارو در ترکیب بسیاری از داروهای رایج سرماخوردگی مانند قرص سرماخوردگی بزرگسالان وجود دارد.

## موارد مصرف در دامپزشکی
کلرفنیرامین می‌توان جهت کنترل خارش در سگها و گربه‌ها مفید باشد این دارو همچنین می‌تواند تا حدودی در درمان لیس زدن و تمیز کردن بیش از حد گربه‌ها و درماتیت ارزنی مفید باشد. این دارو برای سل گربه ها نیز درمان بخش بوده است.

## مکانیسم اثر
کلرفنیرامین در گروه دارویی آنتی‌هیستامین‌ها قرار دارد و با تأثیر بر عروق خونی، دستگاه گوارش و تنفس از طریق رقابت با هیستامین برای گرفتن H۱ سبب کاهش پاسخ حساسیت می‌شود.

## عوارض جانبی
شایع‌ترین عوارض جانبی کلرفنیرامین عبارتند از: سرگیجه، خواب‌آلودگی و توهم، نامتعادل بودن حرکات، خستگی، اضطراب، سرخوشی، گیجی، خس‌خس سینه، آنمی، خشکی دهان، تهوع، بی‌اشتهایی، اسهال، حساسیت در برابر نور، احتباس ادرار، سوزش ادرار و تاری دید و توهم دیداری.متداول‌ترین اثر جانبی این دارو بی‌حالی و خواب‌آلودگی است ، این دارو به علت وجود آمفتامین در ترکیبات خود ، خاصیت توهم زایی دیداری دارد. همچنین بی اشتهایی، استفراغ و اسهال ممکن است ایجاد شود. در صورت احتباس ادرار، تکرر ادرار یا سوزش ادرار از ادامه مصرف کلرفنیرامین پرهیز کنید. در صورت بروز علایم گوارشی، توصیه می‌شود که کلرفنیرامین به همراه غذا مصرف شود، گرچه ممکن است تأثیر دارو اندکی کاهش یابد.برای درمان خشکی دهان از آب‌نبات، آدامس یا تر کردن مکرر دهان استفاده کنید. مصرف کلرفنیرامین در حمله‌های آسم، بیماری‌های دستگاه تنفسی تحتانی و دوران شیردهی ممنوع است. زمان اثر کلرفنیرامین از یک ساعت پس از مصرف آغاز می‌شود و پس از دو ساعت به اوج اثر می‌رسد و بعد از شش ساعت از طریق کلیه دفع می‌شود.

## تداخل دارویی
استفاده همزمان با فنی تویین می‌تواند منجر به افزایش اثرات فارماکولوژیکی فنی تویین شود. مصرف همزمان کلرفنیرامین با الکل و مواد خواب‌آور و آرام‌بخش موجب تضعیف دستگاه عصبی بدن می‌شود. این آمپول نباید به طور همزمان با دگزامتازون تزریق شود چون اثر آنتاگونیستی دارند و موجب ایجاد سنگ کلیه و هماچوری میشوند

## اشکال دارویی
محصولات انسانی
- قرص ۴ میلی گرم
- قرص ۸ و ۱۲ میلی گرم آهسته رهش
- شربت خوراکی حاوی ۲ میلی گرم ماده مؤثر در هر ۵ میلی گرم
- اشکال تزریقی حاوی ۱۰ میلی گرم دارو در هر میلی لیتر، در ویالهای ۱ و ۳۰ میلی لیتری و ۱۰۰ میلی گرم دارو در هر میلی لیتر، در ویال‌های ۱۰ میلی لیتری

میزان مصرف کلرفنیرامین در بزرگسالان ۲ تا ۴ میلی‌گرم روزانه سه تا چهار مرتبه در روز است اما در کودکان این میزان ۲ میلی‌گرم سه تا چهار بار در روز است.